# 小行星5384
小行星5384，又称为长江村星，是由张家祥于1957年11月11日在紫金山天文台发现的主带小行星。
小行星5384以江苏省苏州市张家港市金港镇的村庄长江村命名。